# Kirschenfeld
Das Kirschenfeld ist ein am 20. Juli 1995 vom Landratsamt Tübingen durch Verordnung ausgewiesenes Landschaftsschutzgebiet auf dem Gebiet der Gemeinde Nehren und der Stadt Mössingen.

## Lage und Beschreibung
Das Schutzgebiet liegt südöstlich der Ortlage von Nehren zwischen der Eisenbahnstrecke Tübingen-Sigmaringen und dem Waldrand.

## Schutzzweck
Wesentlicher Schutzzweck ist laut Schutzgebietsverordnung die „Erhaltung des ausgedehnten Streuobstbestandes, der durch zahlreiche Hecken und Feldgehölze gegliedert ist. Die offene Wiesen- und Feuchtwiesenlandschaft mit freistehenden Hecken und Feldgehölzstreifen ist ebenfalls zu erhalten. Weiterer Schutzzweck ist die Offenhaltung der Landschaft und die Erhaltung des Landschaftscharakters“.

## Landschaftscharakter
Es handelt sich um einen ausgedehnten Streuobstbestand auf mageren Flachland-Mähwiesen am nordost-exponierten Hang des Firstbergs und des Schlossbergs. Durch das Gebiet ziehen sich einige von Gebüschen begleitete Bäche.

## Zusammenhängende Schutzgebiete

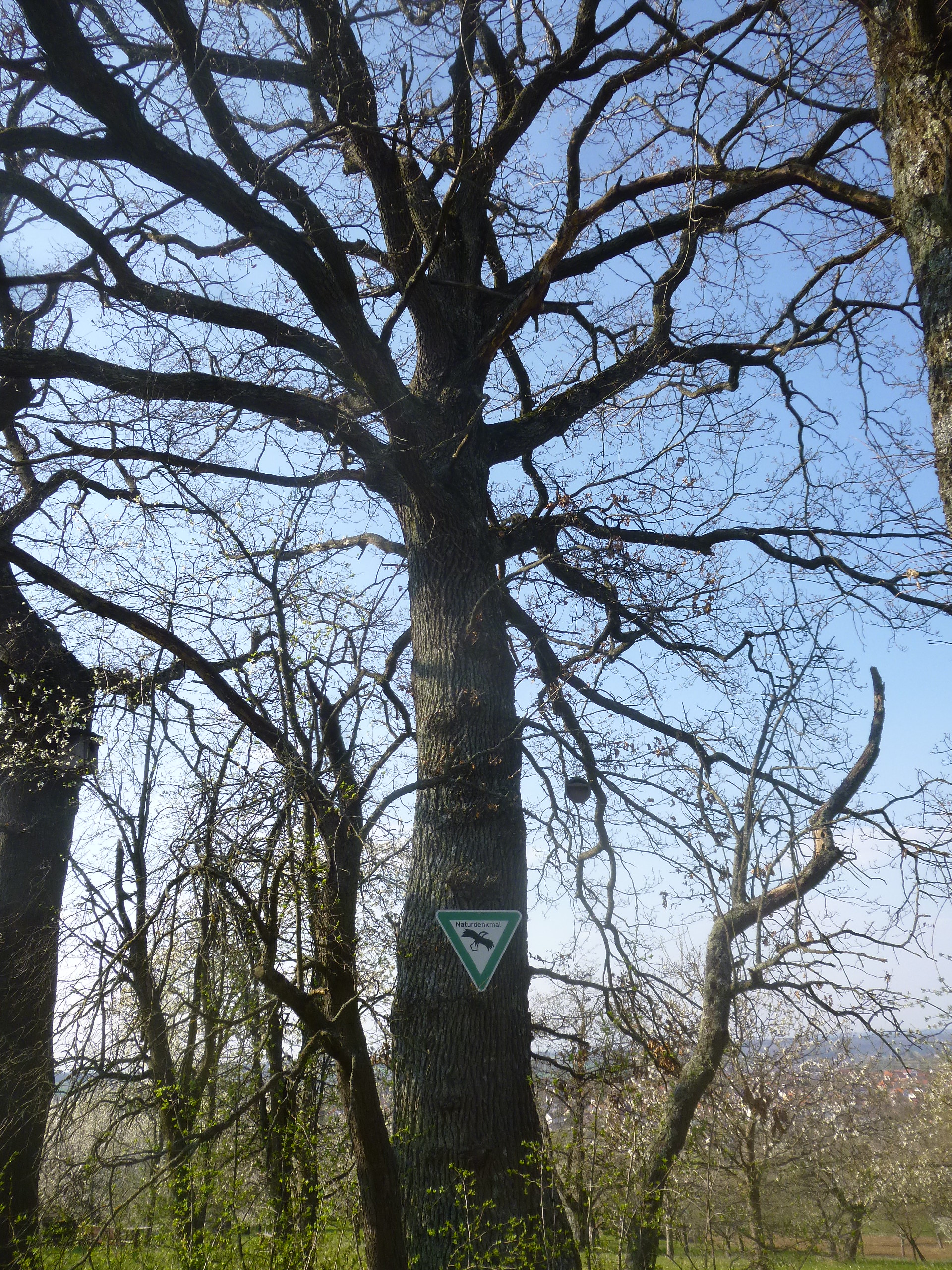
Naturdenkmal im LSG

Im Osten schließt das FFH-Gebiet Albvorland bei Mössingen und Reutlingen an. Vier Eichen im Gebiet sind als Naturdenkmal ausgewiesen.